# Замок Норидж
Замок Норидж (англ. Norwich Castle) — средневековое фортификационное укрепление в Норидже, Норфолк, Англия. Основан после нормандского завоевания Англии по приказу Вильгельма Завоевателя; это был один из двух его замков в Восточной Англии, второй — Уисбич. В 1894 году в замок переместили Нориджский музей, который до сих пор здесь находится. В музее и художественной галерее выставлены важные для региона экспонаты, в частности произведения искусства, археологические находки и натуралистические образцы. Является реестровым памятником древности и памятником архитектуры первой категории.

## История
Замок Норидж по типу мотт и бейли был основан Вильгельмом Завоевателем где-то между 1066 и 1075 годами, во время кампании по завоеванию Восточной Англии. Впервые замок упоминается в 1075 году, когда Ральф де Гаэль, граф Восточной Англии, поднял восстание против Вильгельма Завоевателя, и Норидж удерживали его люди. Замок осадили, но гарнизон сдался, когда им пообещали, что они не пострадают.

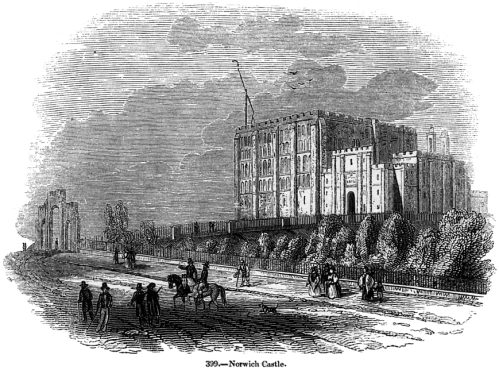
Гравюра середины XIX века из Old England: A Pictorial Museum (1845) Чарльза Найта

Норидж — один из 48 замков, упомянутых в «Книге Страшного суда» 1086 года. Чтобы возвести замок потребовалось снести, по разным оценкам, от 17 до 113 домов. Раскопки в конце 1970-х годов показали, что замок был построен над саксонским кладбищем. Историк Роберт Лиддиард отмечает, что «городской пейзаж Нориджа, Дарема или Линкольна живо напоминает о последствиях нормандского вторжения». До постройки замка Орфорд в середине XII века при Генрихе II Норидж был единственным крупным королевским замком в Восточной Англии.
Дошедшая до наших дней каменная крепость была построена между 1095 и 1110 годами. Примерно в 1100 году насыпь повысили, а окружающий её ров углубили. Во время восстания 1173—1174 годов, когда сыновья Генриха II восстали против него и начали гражданскую войну, замок Норидж был приведён в состояние боевой готовности. Гуго Биго, 1-й граф Норфолк, был одним из самых могущественных баронов, присоединившихся к восстанию против короля. С 318 фламандскими солдатами, высадившимися в Англии в мае 1174 года, и 500 своими людьми, Биго двинулся к замку. Он захватил его и взял четырнадцать пленных, которых держал ради выкупа. Когда был восстановлен мир, Норидж возвратился под королевский контроль.
После нормандского завоевания в Норидже появились евреи, они жили недалеко от замка. Именно их обвинили в убийстве мальчика Уильяма из Нориджа. В Великий пост 1190 года в Восточной Англии начали преследовать евреев, а 6 февраля (Жирный вторник) насилие распространилось на Норидж. Некоторые евреи укрылись в замке, но многие были убиты. В 1156—1158 и 1204—1205 годах в замке проводились ремонтные работы.

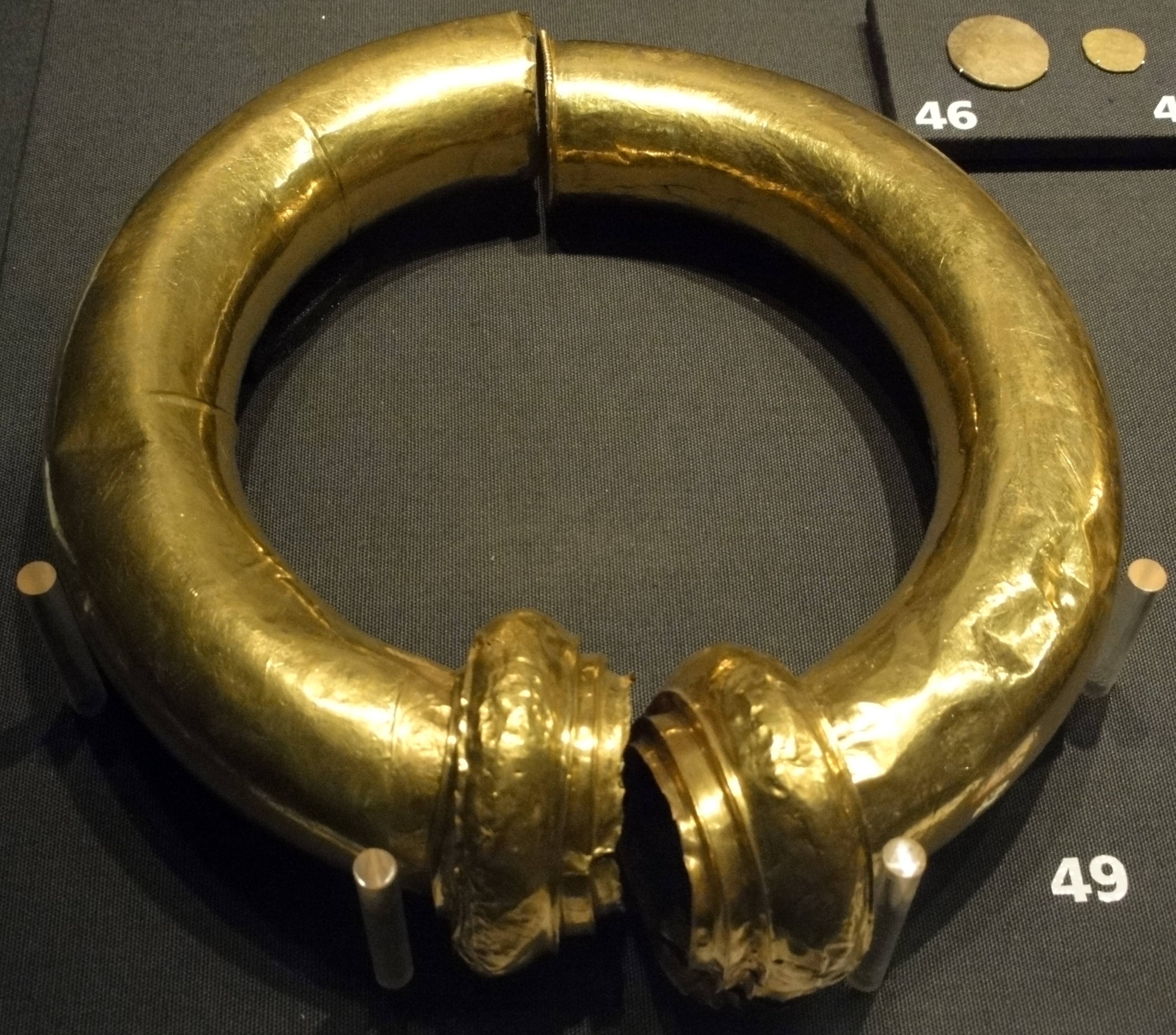
Торквес из Снеттишемского клада (прибл. 70 год до нашей эры).

С 1220 года в замок располагалась тюрьма, а рядом с крепостью были построены дополнительные здания. Тюремный реформатор Джон Говард посетил её шесть раз между 1774 и 1782 годами. Здания были снесены и перестроены между 1789 и 1793 годами сэром Джоном Соуном. В 1887 году город Норидж выкупил замок, чтобы устроить в нём музей. За реконструкцию отвечал нориджский архитектор Эдвард Бордман; музей открылся в 1895 году.
В настоящее время замок остаётся музеем и картинной галереей; в нём до сих пор выставлены многие из самых первых экспонатов. Два зала занимают предметы искусства, включая костюмы, текстиль, ювелирные изделия, стекло, керамику и столовое серебро, а также большая коллекция керамических чайников. Также в музее представлены англосаксонские находки (в том числе брошь из могильника на Харфорд-ферме).
В художественной галерее замка можно увидеть картины XVII—XX веков, среди которых английская акварельная живопись, голландские пейзажи и современные британские картины. В замке также хранится хорошая коллекция работ фламандского художника Питера Тиллеманса.